# 追尋人生
《追尋人生》（英語：Chasing Life）是ABC Family 2014年6月10日於黃金時段開播的美國影集。本劇改編自墨西哥Televisa電視台製作的西班牙語電視劇《Terminales》。本劇最初預定13集，2013年11月27日，宣布追加7集，因此第一季預定將有20集。2014年7月15日，ABC Family宣布第一季後半段的集數（ep 11-20）將於2015年播出，並再追加一集聖誕特輯，第一季預定21集。
2014年11月6日，ABC Family宣布續訂第二季。2015年10月2日，ABC Family宣布取消本劇。

## 故事
講述24歲的四月，是個聰明、機伶有抱負的記者，她努力地想要一步一步的爬向波士頓日報裡更高的位子；而四月仍需在家庭與工作中取得平衡。正當四月的事業、家庭與愛情看似漸漸轉好的時候，她卻從擔任醫生的叔叔口中，得知自己罹患癌症的悲慘消息。

## 演員陣容
| 演員                 | 角色            | 登場季數 | 登場季數 | 登場季數 |
| 演員                 | 角色            | 1        | 1        | 2        |
| -------------------- | --------------- | -------- | -------- | -------- |
| 伊妲梨雅·瑞奇        | 四月·凱佛       | 主演     | 主演     | 主演     |
| 梅莉·佩琪·凱勒       | 莎拉·凱佛       | 主演     | 主演     | 主演     |
| 理查·布萊凱提薩諾    | 多明奈克·盧索   | 主演     | 主演     | 主演     |
| 海莉·瑞姆            | 布蘭娜·凱佛     | 主演     | 主演     | 主演     |
| 艾希雅·狄            | 貝絲·金斯頓     | 主演     | 主演     | 主演     |
| 瑞貝卡·雪爾          | 艾瑪            | 常設     | 常設     | 常設     |
| 斯科特·邁克爾·福斯特 | 歐·漢德瑞       | 常設     | 常設     | 常設     |
| 史蒂芬·韋伯          | 喬治·凱佛       | 常設     | 常設     | 常設     |
| 梅倫·唐姬            | 蘇珊·漢伯格     | 常設     | 常設     | 常設     |
| 艾柏西·申河          | 丹尼·古普塔     | 常設     | 常設     | 常設     |
| 詩妮·尼爾森          | 瑞凱兒·雅芙拉   | 常設     | 常設     | 常設     |
| 奧加斯特·奧古雷拉    | 基藍            | 常設     | 常設     |          |
| 馮迪·柯提斯·霍爾     | 勞倫斯          | 常設     |          |          |
| 葛蕾莃·潔妮          | 格蕾兒          | 常設     | 常設     | 客串     |
| 潔西卡·梅蘿茲        | 娜塔莉·奧提斯   | 常設     | 常設     | 常設     |
| 約翰·羅斯·鮑伊       | 保羅·彼得斯     | 常設     | 常設     |          |
| 黛綸·葛盧拉          | 福特            | 常設     | 常設     | 常設     |
| 塔迪·沃林            | 布魯斯·漢德瑞   | 常設     | 常設     | 常設     |
| 羅伯·卡克維奇        | 格雷漢姆        | 常設     | 常設     | 常設     |
| 艾莉西亞·格蘭特      | 梅格            | 常設     | 常設     | 常設     |
| 安迪·梅安特斯        | 傑克森          | 常設     |          |          |
| 湯姆·厄文            | 湯瑪士·凱佛     | 常設     |          | 常設     |
| 巴布·蓋布特          | 斯帝布勒醫生    | 常設     | 常設     |          |
| 馬克西姆·奈特        | 朱利安          |          | 常設     | 常設     |
| 琳恩·威特菲爾德      | 凱倫·卡拉漢     |          | 常設     |          |
| 帕克·梅克            | 芬恩·馬帝爾     |          | 常設     | 常設     |
| 雷吉·奧斯汀          | 凱              |          | 常設     |          |
| 蘿菈·哈爾琳          | 奧莉維亞·奧提茲 |          | 常設     | 常設     |
| 傑·R·費格遜          | 歐文            |          | 常設     |          |
| 富田譚玲             | 梅              |          | 常設     | 常設     |
| 史提芬·施奈德        | 艾隆·飛利浦     |          | 常設     |          |
| 諾拉·科派翠克        | 賈桂琳          |          | 常設     | 常設     |
| 格雷格·格曼恩        | 威廉            |          |          | 常設     |
| 克莉絲塔·羅德里奎    | 凡妮莎          |          |          | 常設     |
| 科林·伊格斯菲德      | 貝瑞特醫師      |          |          | 常設     |
| 班·路易斯            | 喬許            |          |          | 常設     |
| 尼克·尼科特拉        | 凱文·拉斯       |          |          | 常設     |
| 雅羅拉·佩瑞紐        | 瑪歌            |          |          | 常設     |
| 克蘿伊·魏珀          | 茉莉            |          |          | 常設     |
| 山姆·安德森          | 傑羅德          | 客串     |          |          |
| 愛德華·阿斯納        | 亞提·凱佛       |          | 客串     |          |
| 梅莉蓉·蘿絲          | 琳恩·凱佛       |          | 客串     | 客串     |
| 蕾莎·海利            | 茱莉葉          |          |          | 客串     |
| 羅比·艾梅爾          |                 |          |          | 客串     |

### 主要角色
- 伊妲梨雅·瑞奇 飾演 四月·凱佛（April Carver）

有抱負的波士頓郵報年輕女記者，被診斷出罹患白血病。喜歡多明奈克進而交往，後在罹癌後認識了里歐，兩人因同病相憐而產生情愫。
- 梅莉·佩琪·凱勒（英语：Mary Page Keller） 飾演 莎拉·凱佛（Sara Carver）

四月與布蘭娜的母親，心理諮詢師。
- 理查·布萊凱提薩諾（英语：Richard Brancatisano） 飾演 多明奈克·盧索（Dominic Russo）

波士頓郵報藝術版記者，與四月交往後分手。
- 海莉·瑞姆（英语：Haley Ramm） 飾演 布蘭娜·凱佛（Brenna Carver）

四月叛逆的妹妹，自從父親去世後變得叛逆，與莎拉常常意見不合。
- 艾希雅·狄（英语：Aisha Dee） 飾演 貝絲·金斯頓（Beth Kingston）

四月的好朋友，是四月第一個說出連患癌症的人，也是四月的支持者。

### 常設角色
- 瑞貝卡·雪爾（英语：Rebecca Schull） 飾演 艾瑪（Emma）

莎拉的母親，四月與布蘭娜開明的外婆。
- 斯科特·邁克爾·福斯特 飾演 里歐·漢德瑞（Leo Hendrie）

名政治家的兒子，癌症病友，後成為四月的男友。
- 史蒂芬·韋伯 飾演 喬治·凱佛（George Carver）

四月與布蘭娜的叔叔，是位醫生。喜歡莎拉，後因事業而分手。
- 梅倫·唐姬（英语：Merrin Dungey） 飾演 蘇珊·漢伯格（Susan Hamburg）

四月的主治醫師。
- 艾柏西·申河（Abhi Sinha） 飾演 丹尼·古普塔（Danny Gupta）

四月的同事，是四月工作上最好的傾聽夥伴。
- 詩妮·尼爾森（Shi Ne Nielson） 飾演 瑞凱兒·雅芙拉（Raquel Avila）

四月的上司，後來變成競爭對手。在得知四月罹患癌症後，與四月良性競爭。
- 馬克西姆·奈特（英语：Maxim Knight） 飾演 朱利安（Julian）

得了睪丸癌的小男孩。
- 奧加斯特·奧古雷拉（Augusto Aguilera） 飾演 基藍（Kieran）

藝術畫廊刺青店的老闆，與布蘭娜交往後分手。
- 馮迪·柯提斯·霍爾（英语：Vondie Curtis-Hall） 飾演 勞倫斯（Lawrence）

四月的上司，波士頓郵報的老闆。
- 葛蕾莃·潔妮（Gracie Dzienny） 飾演 格蕾兒（Greer）

在學校受歡迎的女生，是個女同性戀者。與布蘭娜交往，後因父母反對而分手。
- 潔西卡·梅蘿茲（Jessica Meraz） 飾演 娜塔莉·奧提斯（Natalie Ortiz）

小四月兩歲的女子，四月同父異母的妹妹，後與多明奈克交往並分手。
- 琳恩·威特菲爾德（英语：Lynn Whitfield） 飾演 凱倫·卡拉漢（Karen Callahan）

報紙出版商，擁有波士頓郵報大權。
- 約翰·羅斯·鮑伊 飾演 保羅·彼得斯（Paul Peters）

波士頓郵報記者，後被辭退。
- 黛綸·葛盧拉（英语：Dylan Gelula） 飾演 福特（Ford）

布蘭娜的朋友，雖然表現很屌兒郎噹，但實際是個聰明女孩。
- 帕克·梅克（Parker Mack） 飾演 芬恩·馬帝爾（Finn Madill）

白血病病友，布蘭娜的同學兼好友。
- 格雷格·格曼恩 飾演 威廉（William）

莎拉的高中同窗，是位男同性戀者，後莎拉加入其慢跑社。
- 雷吉·奧斯汀（英语：Reggie Austin (actor)） 飾演 凱里（Carey）

波士頓郵報體育版記者。
- 塔迪·沃林（英语：Todd Waring） 飾演 布魯斯·漢德瑞（Bruce Hendrie）

歐的父親，麻薩諸塞州州長候選人。
- 羅伯·卡克維奇（Rob Kerkovich） 飾演 格雷漢姆（Graham）

多明奈克古怪的室友，後與貝絲交往。
- 克莉絲塔·羅德里奎 飾演 凡妮莎（Vanessa）

子宮癌病友，四月、梅格的朋友。
- 艾莉西亞·格蘭特（Alycia Grant） 飾演 梅格（Meg）

癌症病友互助會成員。
- 安迪·梅安特斯 飾演 傑克森（Jackson）

癌症病友互助會成員。
- 湯姆·厄文（英语：Tom Irwin） 飾演 湯瑪士·凱佛（Thomas Carver）

四月、布蘭娜與娜塔莉的父親。
- 蘿菈·哈爾琳 飾演 奧莉維亞·奧提茲（Olivia Ortiz）

娜塔莉生母，湯瑪士的情婦。
- 科林·伊格斯菲德 飾演 貝瑞特醫師（Dr. Barratt）

四月的化療醫師。
- 班·路易斯（Ben Lewis） 飾演 喬許（Josh）

製藥商銷售員，與貝絲交往。
- 尼克·尼科特拉（Nick Nicotera） 飾演 凱文·拉斯（Calvin Roth）

出版代理人。
- 傑·R·費格遜 飾演 歐文（Owen）

與莎拉共用會客室的法律諮詢顧問，起初與莎拉不合，後與莎拉發生關係。
- 雅羅拉·佩瑞紐（Aurora Perrineau） 飾演 瑪歌（Margo）

電影人，女同性戀，喜歡布蘭娜。
- 富田譚玲 飾演 梅（Mae）

兒科專家，喬治的新歡。
- 克蘿伊·魏珀（Chloe Wepper） 飾演 茉莉（Jasmine）

感性網老闆。
- 史提芬·施奈德（Stephen Schneider） 飾演 艾隆·飛利浦（Aaron Phillips）

四月的上司，波士頓郵報的新老闆。
- 諾拉·科派翠克（英语：Nora Kirkpatrick） 飾演 賈桂琳（Jaclyn）

服裝設計師，貝絲的上司。
- 巴布·蓋布特（Bob Gebert） 飾演 斯帝布勒醫生（Dr. Stibler）

歐的醫生。

### 客串角色
- 山姆·安德森（英语：Sam Anderson） 飾演 傑羅德（Gerald）

販賣胡蘿蔔果汁的人，罹患癌症的病友。
- 愛德華·阿斯納 飾演 亞提·凱佛（Artie Carver）

四月與布蘭娜的爺爺
- 梅莉蓉·蘿絲（英语：Marion Ross） 飾演 琳恩·凱佛（Lynne Carver）

四月與布蘭娜的奶奶
- 蕾莎·海利 飾演 茱莉葉（Juliet）

瑪歌同居的前女友
- 羅比·艾梅爾

四月於酒吧遇見的藥頭

## 集數概況
| 季數 | 季數 | 集數 | 播出日期      | 播出日期      |
| 季數 | 季數 | 集數 | 首播          | 季終          |
| ---- | ---- | ---- | ------------- | ------------- |
|      | 1    | 21   | 2014年6月10日 | 2015年3月23日 |
|      | 2    | 13   | 2015年7月6日  | 2015年9月28日 |

## 收視
| 季數 | 播出時間（ET）                                       | 集數 | 首播          | 首播         | 首播          | 季終          | 季終         | 季終          | 平均收視     | 平均收視      |
| 季數 | 播出時間（ET）                                       | 集數 | 日期          | 18–49歲 收視 | 收視 （百萬） | 日期          | 18–49歲 收視 | 收視 （百萬） | 18–49歲 收視 | 收視 （百萬） |
| ---- | ---------------------------------------------------- | ---- | ------------- | ------------ | ------------- | ------------- | ------------ | ------------- | ------------ | ------------- |
| 1    | 星期二 晚間9點（Ep 1–11） 星期一 晚間9點（Ep 12–21） | 21   | 2014年6月10日 | 0.53         | 1.347         | 2015年3月23日 | 0.35         | 0.934         | 0.40         | 1.001         |
| 2    | 星期一 晚間9點                                       | 13   | 2015年7月6日  | 0.28         | 0.723         | 2015年9月28日 | 0.19         | 0.486         | 0.25         | 0.666         |

## 獎項及提名
| 年度 | 大獎           | 獎項                       | 入圍者                                    | 結果 |
| ---- | -------------- | -------------------------- | ----------------------------------------- | ---- |
| 2014 | 青少年選擇獎   | 電視選擇獎－表現突出男演員 | 理查·布萊凱提薩諾                         | 提名 |
| 2014 | 青少年選擇獎   | 電視選擇獎－表現突出影集   | 電視選擇獎－表現突出影集                  | 提名 |
| 2014 | 青少年選擇獎   | 夏季選擇獎－電視女演員     | 伊妲梨雅·瑞奇                             | 提名 |
| 2014 | 女性形象網路獎 | 最佳戲劇類影集女製作人獎   | 蘇姍娜·福格爾＆祖妮·雷夫科維茲 「試播集」 | 提名 |
| 2015 | 青少年選擇獎   | 夏季選擇獎－電視節目       | 夏季選擇獎－電視節目                      | 提名 |
| 2015 | 青少年選擇獎   | 夏季選擇獎－電視女演員     | 伊妲梨雅·瑞奇                             | 提名 |
| 2015 | 金楓獎         | 美國廣播最佳電視影集新人獎 | 伊妲梨雅·瑞奇                             | 提名 |

## 外部連結
- 官方网站
- 互联网电影数据库（IMDb）上《追尋人生》的资料（英文）